# Browar Kormoran
Browar Kormoran – regionalny browar w Olsztynie wybudowany w 1993 roku, członek Stowarzyszenia Regionalnych Browarów Polskich.

## Produkty

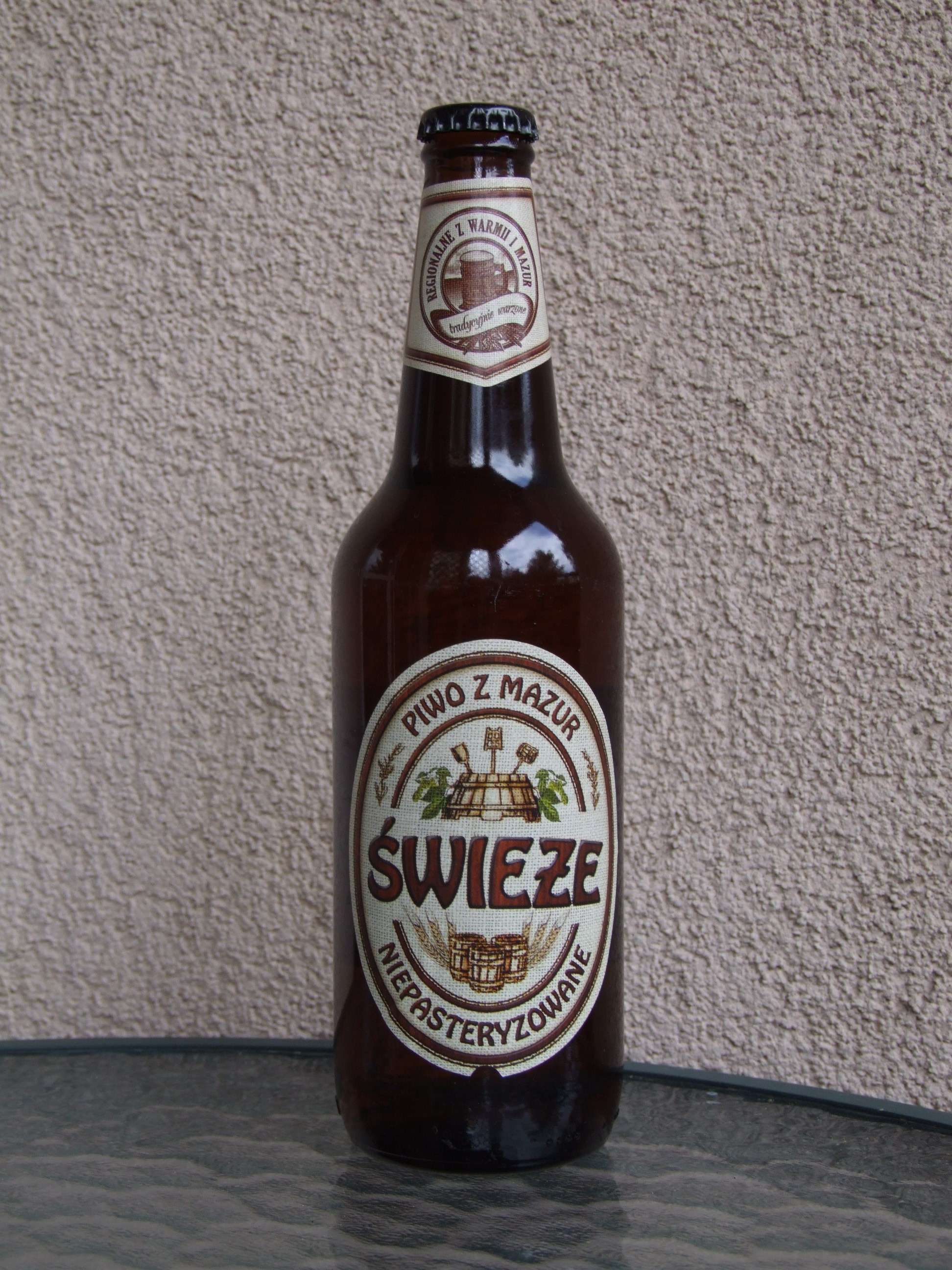
„Świeże”

| Marka                           | Gatunek piwa                           | Zawartość alkoholu | Ekstrakt   |
| ------------------------------- | -------------------------------------- | ------------------ | ---------- |
| Świeże                          | lager jasny                            | 6,2% obj.          |            |
| BezGlutenNowe #1                | jasny lager                            | 4,9% obj.          | 12,5% wag. |
| BezGlutenNowe #2                | ciemny lager                           | 4,5% obj.          | 12,5% wag. |
| Irish Beer                      | ciemny lager                           | 6,5% obj.          |            |
| Rosanke                         | rosanke                                | 3,9% obj.          | 11,0% wag. |
| Imperium Prunum                 | imperialny porter bałtycki             | 11,0% obj.         | 26,0% wag. |
| Marcowe                         | marcowe / Oktoberfestbier              | 5,8% obj.          | 14,5% wag. |
| 1 na 100 Lite APA               | LRAPA (Lite Rye American Pale Ale)     | 1,0% obj.          | 6,5% wag.  |
| PLON Czerwony                   | polska IPA                             | 6,2% obj.          | 16,0% wag. |
| PLON Niebieski                  | IPL (India Pale Lager)                 | 6,2% obj.          | 16,0% wag. |
| PLON Zielony                    | polska IPA                             | 6,2% obj.          | 16,0% wag. |
| PLON Brązowy                    | polska IPA                             | 6,2% obj.          | 16,0% wag. |
| Masuren Dunkel                  | lager ciemny                           | 5,5% obj.          |            |
| Kłobuk                          | lager ciemny                           | 5,5% obj.          |            |
| Miodne                          | ciemny lager miodowy                   | 5,7% obj.          | 15,5% wag. |
| Porter warmiński                | porter bałtycki                        | 9,0% obj.          | 21,0% wag. |
| Wiśnia w piwie                  | piwo o smaku wiśniowym                 | 5,2% obj.          |            |
| Śliwka w piwie                  | piwo o smaku śliwkowym                 | 4,4% obj.          |            |
| Krzepkie                        | jasny mocny lager                      | 7,4% obj.          | 14,5% wag. |
| Warmińskie Rewolucje            | jasny lager niefiltrowany              | 5.2% obj.          | 12,5% wag. |
| Kłos Wielozbożowy               | wielozbożowe z chmielami aromatycznymi | 4,8% obj.          | 12,5% wag. |
| Orkiszowe                       | jasne                                  | 5,1% obj.          | 12,5% wag. |
| Orkiszowe z miodem              | lager jasny                            | 5,1% obj.          | 14,5% wag. |
| Orkiszowe z czosnkiem           | lager jasny                            | 5,1% obj.          | 12,5% wag. |
| Podpiwek Warmiński              | napój słodowy                          | do 0,5% obj.       |            |
| Kormoran Jasny                  | jasny lager                            | 5,2% obj.          | 12,5% wag. |
| Kormoran Jasny Niefiltrowany    | jasny lager niefiltrowany              | 4,9% obj.          | 12,5% wag. |
| Kormoran Ciemny                 | ciemny lager                           | 4,5% obj.          | 12,5% wag. |
| Świąteczne                      | ciemny lager świąteczny                | 6,1% obj.          | 16,5% wag. |
| Podróże Kormorana: American IPA | IPA (India Pale Ale)                   | 6% obj.            | 16% wag.   |
| Podróże Kormorana: Weizenbock   | koźlak pszeniczny                      | 6,6% obj.          | 16,5% wag. |
| Podróże Kormorana: Witbier      | witbier                                | 4,6% obj.          | 12,5% wag. |
| Podróże Kormorana: Coffee Stout | stout                                  | 4,8% obj.          | 14,5% wag. |

## Nagrody i wyróżnienia
- 2004: Cherry Beer – srebrny medal w kategorii Piwa owocowe w konkursie European Beer Star
- 2005: Cherry Beer – I miejsce w Konsumenckim Konkursie Piw Chmielaki Krasnostawskie 2005[6]
- 2006: Max Mocny – II miejsce w Konsumenckim Konkursie Piw Chmielaki Krasnostawskie 2006[7]
- 2006: Irish Beer – III miejsce w Konsumenckim Konkursie Piw Chmielaki Krasnostawskie 2006[8]
- 2007: Gold Pils – II miejsce w Konsumenckim Konkursie Piw Chmielaki Krasnostawskie 2007[9]
- 2007: Irish Beer – II miejsce w Konsumenckim Konkursie Piw Chmielaki Krasnostawskie 2007[8]
- 2009: Świeże – I miejsce w Konsumenckim Konkursie Piw Bractwa Piwnego 2009[10]
- 2009: Warmiak – II miejsce w Konsumenckim Konkursie Piw Bractwa Piwnego 2009[8]
- 2010: Porter Warmiński I miejsce w IV Gwiazdkowej Porterowej Degustacji w Moskwie
- 2011: Porter Warmiński – II miejsce w Konsumenckim Konkursie Piw Chmielaki Krasnostawskie 2011
- 2012: Porter Warmiński – złoty medal European Beer Star 2012
- 2012: Orkiszowe z miodem – brązowy medal European Beer Star 2012
- 2013: Olsztyńskie – I miejsce w Konsumenckim Konkursie Piw Chmielaki 2013
- 2013: Podróże Kormorana Weizenbock – III miejsce w Konsumenckim Konkursie Piw Chmielaki 2013
- 2013: Podróże Kormorana American IPA – brązowy medal Golden Beer Poland 2013
- 2014: Podróże Kormorana Coffee Stout – złoty medal Global Craft Beer Award 2014
- 2014: Warmińskie Rewolucje i Podróże Kormorana American IPA – I miejsce Golden Beer Poland 2014
- 2015: Porter Warmiński – brązowy medal European Beer Star 2015
- 2015: Miodne – I miejsce Golden Beer Poland 2015
- 2015: Podróże Kormorana Witbier – srebrny medal RateBeer Best Award 2014
- 2016: Marcowe, Kormoran Ciemny, Podróże Kormorana Witbier, Śliwka w Piwie – złoty medal Profesjonalny Konkurs Piw Good Beer 2016
- 2016: Porter Warmiński – medal targów Smaki Regionów 2016 w Poznaniu
- 2016: Podróże Kormorana Coffee Stout – Grand Prix w Konsumenckim Konkursie Piw Chmielaki 2016
- 2016: Miodne – Piwo roku 2015 Bractwa Piwnego
- 2016: Podróże Kormorana Witbier – srebrny medal RateBeer Best Award 2015
- 2017: 1 na 100 Lite APA, Miodne – złoty medal w Profesjonalnym Konkursie Piw Good Beer 2017
- 2017: Podróże Kormorana Witbier – srebrny medal RateBeer Best Award 2016
- 2017: Imperium Prunum – złoty medal RateBeer Best Award 2016

## Literatura
- Aleksander Strojny: Browary w Polsce. Warszawa: Hachette Polska, 2009, s. 77. ISBN 978-83-7575-674-6.